# Molophilus extricatus
Molophilus extricatus är en tvåvingeart som beskrevs av Alexander 1930. Molophilus extricatus ingår i släktet Molophilus och familjen småharkrankar. Inga underarter finns listade i Catalogue of Life.